# Black Entertainment Television
Black Entertainment Television (BET) je američka kabelska televizija koja je u vlasništvu BET Networksa, odnosno u vlasništvu Viacoma. Sjedište televizijske postaje nalazi se u Washingtonu. Program je trenutno prisutan u 90 milijuna kućanstava, te je najistaknutiji program koji je namijenjen Afroamerikancima. Televizijski program je pokrenut 25. siječnja 1980. godine od strane Roberta L. Johnsona. Program televizije obuhvaća najviše glazbu, pa filmove i televizijske serije.

## Povijest

### Osnivanje postaje (1980. – 1987.)
Nakon što je napustio poziciju lobista u kabelskoj industriji, Robert L. Johnson iz Freeporta, Illinoisa odlučio je pokrenuti vlastitu kabelsku televizijsku mrežu. Johnson je tada stigao do kredita od 15.000 dolara, te je još zaradio 500.000 dolara ulaganja od Johna C. Malonea da započne rad s mrežom. Black Entertainment Television počeo je s emitiranjem 25. siječnja 1980. godine. U početku emitirao se samo dva sata tjedno kada je pauzu imao program Nickelodeon. Tako je bilo sve dok 1983. godine kada je Black Entertainment Television postao punopravni televizijski kanal. Tada je krenuo s prikazivanjem glazbenih spotova i repriza popularnih crnačkih komedija.

### Razvijanje i uspjeh (1988. – 2006.)
Black Entertainment Television je 1988. godine pokrenuo informativni program BET News, s Edom Gordonom kao voditeljem. Gordon je kasnije vodio i druge programe na Black Entertainment Televisionu kao što su Black Men Speak Out: The Aftermath i Conversations with Ed Gordon. Godine 1996. emisija BET Tonight je debitirala s Tavisom Smileyjem kao voditeljem, te ga je 2001. zamijenio Ed Gordon.
Godine 1991. Black Entertainment Television je postala prva tvrtka koju su kontrolirali crnci na New York Stock Exchangeu. Godine 2003. televizijsku postaju je kupila tvrtka Viacom za 3 milijarde dolara. Dvije godine kasnije Robert Johnson se povukao u mirovinu, te je nasljedstvo predsjednika ostavio Debri L. Lee.

### Širenje (2007. - danas)
U 2007. godini televizijska postaja je pokrenula još nekoliko povezanih kabelskih televizija kao što su Centric, BET Hip-Hop i BET Gospel. Centric (ranije zvan BET on Jazz, BET Jazz i BET J) je dodatni kanal televizijske postaje Black Entertainment Television koji je namijenjen prikazivanju jazz glazbe, te jazz umjetnika. Opći interes kanala je usmjeren prema odraslim ljudima. Centric je dostupan u 28 milijuna domova preko DirecTV-ja, Dish Networka, Verizon FiOS-a, AT&T U-Versea, Time Warner Cablea i mnogih drugih pružatelja digitalne kabelske televizije.